# Campionati europei di canoa slalom 2016
I Campionati europei di canoa slalom 2016 sono stati la 17ª edizione della competizione continentale. Si sono svolti, per la seconda volta dopo il 2007 a Liptovský Mikuláš, in Slovacchia, dal 12 al 15 maggio 2016.
L'evento è servito anche come qualificazione europea per le Olimpiadi estive 2016 a Rio de Janeiro.

## Medagliere
| Pos.   | Paese         | Oro | Argento | Bronzo | Totale |
| ------ | ------------- | --- | ------- | ------ | ------ |
| 1      | Slovacchia    | 4   | 1       | 2      | 7      |
| 2      | Rep. Ceca     | 2   | 3       | 0      | 5      |
| 3      | Gran Bretagna | 2   | 0       | 2      | 4      |
| 4      | Germania      | 1   | 1       | 4      | 6      |
| 5      | Spagna        | 1   | 0       | 2      | 3      |
| 6      | Polonia       | 0   | 2       | 0      | 2      |
| 6      | Slovenia      | 0   | 2       | 0      | 2      |
| 8      | Francia       | 0   | 1       | 0      | 1      |
| Totale | Totale        | 10  | 10      | 10     | 30     |

## Podi

### Uomini
| Evento              | Oro | Punti  | Argento | Punti  | Bronzo                                                                                    | Punti  |
| Canoa C-1           | Alexander Slafkovský                                                                                         | 99,87  | Michal Martikán | 101,66 | Ander Elosegi                                                                             | 102,56 |
| Canoa C-1 a squadre | Slovacchia Michal Martikán Alexander Slafkovský Matej Beňuš                                                  | 118,26 | Polonia Grzegorz Hedwig Przemysław Plewa Igor Sztuba                                                                    | 125,70 | Gran Bretagna David Florence Ryan Westley Adam Burgess                                    | 128,67 |
| Canoa C-2           | Slovacchia Tomáš Kučera Ján Bátik                                                                            | 112,70 | Slovenia Luka Božič Sašo Taljat                                                                                         | 113,16 | Germania David Schröder Nico Bettge                                                       | 113,23 |
| Canoa C-2 a squadre | Slovacchia Pavol Hochschorner / Peter Hochschorner Ladislav Škantár / Peter Škantár Tomáš Kučera / Ján Bátik | 139,94 | Polonia Marcin Pochwała / Piotr Szczepański Andrzej Brzeziński / Filip Brzeziński Michał Wiercioch / Grzegorz Majerczak | 140,93 | Germania Franz Anton / Jan Benzien David Schröder / Nico Bettge Kai Müller / Kevin Müller | 142,39 |
| Kayak K-1           | Jiří Prskavec                                                                                                | 91,44  | Vavřinec Hradilek | 91,45  | Hannes Aigner                                                                             | 92,91  |
| Kayak K-1 a squadre | Rep. Ceca Jiří Prskavec Vavřinec Hradilek Vít Přindiš                                                        | 108,00 | Francia Étienne Daille Sébastien Combot Boris Neveu                                                                     | 109,07 | Spagna Samuel Hernanz Joan Crespo Unai Nabaskues                                          | 112,71 |

### Donne
| Evento              | Oro                                                          | Punti  | Argento                                                   | Punti  | Bronzo                                                     | Punti  |
| Canoa C-1           | Núria Vilarrubla                                             | 124,21 | Kateřina Hošková                                          | 125,57 | Mallory Franklin                                           | 126,27 |
| Kayak C-1 a squadre | Gran Bretagna Kimberley Woods Mallory Franklin Eilidh Gibson | 185,03 | Rep. Ceca Kateřina Hošková Monika Jančová Martina Satková | 226,09 | Germania Andrea Herzog Lena Stöcklin Birgit Ohmayer        | 245,63 |
| Kayak K-1           | Melanie Pfeifer                                              | 108,86 | Urša Kragelj                                              | 109,44 | Jana Dukátová                                              | 111,13 |
| Kayak K-1 a squadre | Gran Bretagna Fiona Pennie Kimberley Woods Lizzie Neave      | 124,28 | Germania Melanie Pfeifer Jasmin Schornberg Lisa Fritsche  | 128,56 | Slovacchia Elena Kaliská Jana Dukátová Kristína Nevařilová | 133,43 |